# Ґотовани
Ґотовани (словац. Gôtovany) — село, громада округу Ліптовський Мікулаш, Жилінський край, регіон Ліптов. Кадастрова площа громади — 2,91 км².
Населення 462 особи (станом на 31 грудня 2018 року).

## Історія
Ґотовани згадуються 1267 року.

## Географія
Протікають річки Чрмнік і Дубравка.

## Населення
| Рік:            | 1994. | 2004.   | 2014.    | 2024.    |
| --------------- | ----- | ------- | -------- | -------- |
| Кількість осіб: | 379   | 389     | 440      | 511      |
| Різниця:        |       | +2,63 % | +13,11 % | +16,13 % |

| Рік:            | 2023. | 2024.   |
| --------------- | ----- | ------- |
| Кількість осіб: | 503   | 511     |
| Різниця:        |       | +1,59 % |